# Ruth Lea
Ruth Jane Lea (født 22 september 1947 i Cheshire) er en britisk økonom og finansjournalist.
Ex-statsbureaukrat, hun den fornemme i 2015 kommandør af orden af det Britiske Imperium « for offentlige finansieringsopgaver ».
Er direktør i Londons « Arbuthnot Banking Group ».